# Trezza Azzopardi
Trezza Azzopardi (ur. 1961 w Cardiff) – walijska pisarka pochodzenia maltańskiego. 
Jej powieść pt. Kryjówka (ang. The Hiding Place) uznana została za jeden z najgłośniejszych debiutów współczesnej literatury brytyjskiej i nominowana w 2000 do nagrody Bookera oraz nagrodzona w 2001 Geoffrey Faber Memorial Prize. Przedstawia historię maltańskiej rodziny mieszkającej w Cardiff.
Azzopardi jest wykładowcą na University of East Anglia w Norwich i tam obecnie mieszka.

## Twórczość

### Powieści
- The Hiding Place (2000; wyd. pol. pt. Kryjówka 2001)
- Remember Me (2004)